# André Lortie
Pour les articles homonymes, voir Lortie.
André Lortie (ou Andrew Lortie ; baptisé le 24 avril 1637 à La Rochelle et mort à Londres après 1720) est un ministre et théologien protestant français.

## Biographie
Lortie est nommé pasteur à Marans en 1660-1661, puis de 1661 à 1681 (1674), pasteur à La Rochelle, à laquelle, dit Arcère, il fit beaucoup d’honneur par son mérite et par son savoir, et éprouva de nombreuses vexations.
En 1675, il publia une Défense du sermon d’Hespérien sur Jean IV, 28, où il citait, pour montrer combien le jésuite Adam était emporté et violent, un de ses écrits où il traitait les évêques « de têtes folles qui faisaient les petits rois d’Yvetot, de rats d’église qui voulaient régner dans leurs trous et qui tranchaient de souverains sur leur fumier. » Un carton avait fait disparaître, sur la plainte de l’évêque de La Rochelle, cette attaque virulente, mais Bomier en profita pour le déférer au tribunal parce qu’il avait publié son livre sans l’autorisation du magistrat, et les deux censeurs, parce qu’ils n’avaient pas pris, dans leur approbation, la qualité de « ministres de la R. P. R. »
Le consistoire s’empressa d’écrire au secrétaire d’état pour lui représenter que la Déclaration de 1669 défendait bien aux ministres de prendre d’autre titre que celui de ministres de la R. P. R., mais qu’elle ne leur ordonnait pas de se qualifier eux-mêmes ainsi : que l’arrêt de 1670 concernait les libraires et les imprimeurs, mais non pas les auteurs, et il concluait en demandant qu’on fit cesser ces vexations qui n’avaient d’autre but que de forcer les pasteurs à cesser leurs fonctions, au moins momentanément, puisqu’on les condamnait, nonobstant appel et par corps, à des amendes excessives, et qu’on les tenait en prison jusqu’à ce qu’ils les eussent payées ou que le jugement eût été cassé.
Le livre de Lortie fut supprimé et injonction fut faite à lui et à ses collègues de prendre à l’avenir en tous actes, tant publics que particuliers, la qualité de ministres de la R. P. R. à peine de 1 500 livres d’amende et de punition corporelle. Le libraire fut condamné a une amende. Le clergé catholique ne fut néanmoins pas content de cette sentence et suscita à Lortie beaucoup d’autres affaires désagréables. Ainsi, un prêtre intrigant du nom de Le Jeune, qui s’était présenté chez lui comme médecin, qu’il accueillit avec bienveillance, le vola, puis lui intenta un procès en l’accusant d’avoir voulu le pervertir. Une autre fois, en 1680, pendant un séjour qu’il fit à Paris, où il s’était rendu afin de faire vider un pourvoi, il s’avisa de donner des lettres de recommandation pour la Hollande à un agent provocateur qui s’empressa de les livrer à la police. Sous le coup d’un décret de prise de corps, il se hâta de passer en Angleterre en 1682. Fernand de Schickler indique cette date : 1682. 20 février André Lortie. D[iacre]. P[rêtre]. Past[eur]. de la Rochelle 1674-80, nat. 1681.
On prétend qu’il desservit l’église de la Savoie ; mais Burn ne le mentionne pas dans la liste des pasteurs de cette église, mais il est plus certain qu’il fut pasteur de Barton. Il fut remplacé dans sa chaire à La Rochelle par Le Blanc, ministre de La Roche-Chalais. On ignore la date de la mort de Lortie, qui avait épousé une demoiselle de Saumur, dont il eut un fils, Adrien, pasteur qui fut accusé de socinianisme, et vraisemblablement une fille, Susanne, morte à Cantorbéry, veuve d’Adrien Du Hamel. Il a laissé quelques écrits. Selon le biographe James Granger (1723-1776), André Lortie sera nommé recteur de Packlesham (Paglesham) le 7 mai 1683 (le 7 septembre d’après Fernand. de Schickler), sur recommandation de l'évêque de Londres Henry Compton, puis intégré la même année comme docteur en théologie à Cambridge. Il mourra à Londres (après 1720), sous le nom d’Andrew Lortie. Lortie apparaît sur une liste de naturalisation de 1684 (Fernand de Schickler indique 1681), mais c’est, de toute façon, avant la révocation : Andrew Lortie, sacerdos, Mary wife, Andrew, Mary-Elizabeth and Mary-Anne children. Les sources sont parfois contradictoires quant à sa famille.

## Ouvrages
- Traité de la sainte Cène divisé en trait par lies où sont examinées les nouvelles subtilités de M. Arnauld sur les paroles : Ceci est mon corps, La Rochelle, Jacob Manuel, 1674, in 12 ; Saumur, 1675, in-−8° ; gallica.bnf.fr
- Défense du sermon de M. Hespérien, prononcé à Marennes, ou Réponse à un écrit intitulé Eclaircissemens de la doctrine de l’Église touchant le culte des Saints, Saumur, Desbordes, 1675, in-12 ;
- (en) A practical discourse concerning repentance and the nature of the Christian religion, Londres, 1693, 8 vol. in-12 ;
- (en) On the Trinity, two sermons on Matt. XXVIII, 19, 1717, in-12 ;
- (en) Practical discourses on several subjects, 1720, in-−8°.